# Вакс, Владимир Ильич
Влади́мир Ильи́ч Вакс (9 марта 1951 года, город Томск) — муниципальный деятель, глава администрации Кировского района города Томска (c 1 января 2006 года по 7 октября 2008 года). Почётный выпускник Томского государственного архитектурно-строительного университета (ТГАСУ); почётный профессор ТГАСУ.

## Биография
Владимир Ильич Вакс родился в Томске 9 марта 1951 года.
- В 1973 году окончил Томский инженерно-строительный институт (ныне ТГАСУ), факультет строительных и дорожных машин и оборудования, где ему была присвоена квалификация инженера-механика.
- В 1978 году окончил социально-экономический факультет Университета марксизма-ленинизма при Томском обкоме КПСС, где получил высшее политическое образование в системе партийной учёбы.
- С 1987 года — проректор Томского инженерно-строительного института по административно-хозяйственной работе.
- В 1998 году возглавил объединённую администрацию Кировского и Советского округов города Томска.
- В 1999 году назначен заместителем мэра города Томска.
- В 2000 году присвоено учёное звание доцента по кафедре инженерной графики ТГАСУ.
- В 2002 году присвоено звание почётного профессора ТГАСУ.
- С 2002 по 2009 годы — руководитель Томской городской партийной организации «Единая Россия».
- С 1 января 2006 года по 7 октября 2008 года — глава администрации Кировского района города Томска, одновременно с июня 2007 года заместитель мэра по территории.
- С 7 октября 2008 года по 3 апреля 2018 года работал в должности председателя Счётной палаты города Томска[2].
- С 3 мая 2018 года — проректор ТГАСУ по экономике и финансам[3].
- Является членом постоянно действующего совещания руководителей контролирующих служб и органов контроля Томской области при заместителе губернатора Томской области.

## Научная и педагогическая деятельность
- Владимир Ильич имеет тематические (финансовый контроль и повышение эффективности использования бюджетных средств) публикации в средствах массовой информации, включая журналы «Вестник АКСОР»[4] и «Муниципальная власть».
- Он — автор учебного пособия «Полный учебный курс начертательной геометрии»[5].

## Награды

### Государственные награды
- Медаль ордена «За заслуги перед Отечеством» 2-й степени (2004);

### Другие награды
- Почётная грамота администрации города Томска (2001);
- Почётная грамота администрации города Томска (2008);
- Почётная грамота губернатора Томской области (2011);
- Почётная грамота АКСОР, медаль АКСОР «За укрепление финансового контроля в России» (2011);
- Почётный знак «За заслуги перед городом Томском» (2011);
- Юбилейная медаль «70 лет Томской области» (2014);
- Почётная грамота думы города Томска (2016);
- Почётная грамота представительства Союза МКСО в Сибирском федеральном округе (2016);
- Медаль губернатора Томской области «За достижения» (2016);
- Серебряный памятный знак «Герб Томской области» Законодательной думы Томской области (2016);
- Нагрудный знак администрации города Томска «За вклад в развитие города» (2016);
- Почётная грамота муниципального образования «Город Томск» (2018).

## Семья
Женат, имеет сына.
1. ↑   Архивная копия от 21 сентября 2017 на Wayback Machine.
2. ↑  Результаты поиска Вакс | Счетная палата Города Томска
3. ↑  Архивированная копия. Дата обращения: 9 августа 2018. Архивировано из оригинала 9 августа 2018 года.
4. ↑  Вестник АКСОР. Дата обращения: 10 августа 2018. Архивировано 10 августа 2018 года.
5. ↑  «Полный учебный курс начертательной геометрии: учебное пособие для общетехнических специальностей» (недоступная ссылка).